# ダン・オハーリー
ダニエル・オハーリー（Daniel O'Herlihy 1919年5月1日 - 2005年2月17日）は、アイルランド出身の俳優。日本語ではダン・オハーリヒーとも表記されている。弟のマイケルはテレビドラマの監督、息子のギャヴァンも俳優。

## 来歴
アイルランドのウェックスフォード県ウェックスフォード生まれ、ダブリン育ち。ユニバーシティ・カレッジ・ダブリンでは建築学を専攻したが、大学の演劇祭に代役で出演し、男優賞を受賞した事で俳優を目指す。
1947年、イギリス映画界で俳優デビュー。『邪魔者は殺せ』などに出演。その後、渡米し、ハリウッドでも活躍した。『ロビンソン漂流記』ではアカデミー主演男優賞にノミネートされている。ほか、『ロボコップ』（オムニ社会長役）、『ザ・デッド/「ダブリン市民」より』などが有名。
2005年2月17日、カリフォルニア州マリブの自宅で自然死を遂げた。85歳。

## 主な出演作品
- 狂乱の狼火 Hungry Hill (1947)
- 邪魔者は殺せ Odd Man Out (1947) 1951年度キネマ旬報ベストテン第5位
- マクベス Macbeth (1948)
- 海賊船 Kidnapped (1948) 劇場未公開
- 砂漠の鬼将軍 The Desert Fox: The Story of Rommel (1951)
- 青いヴェール The Blue Veil (1951)
- 剣豪ダルタニアン At Sword's Point (1952)
- 原爆下のアメリカ Invasion U.S.A. (1952)
- 語らざる男 Operation Secret (1954)
- ロビンソン漂流記 Robinson Crusoe (1954)
- フォルウォスの黒楯 The Black Shield of Falworth (1954)
- 進め! ベンガル連隊 Bengal Brigade (1954)
- ヴァージン・クイーン The Virgin Queen (1955) 劇場未公開
- 黄昏に帰れ Home Before Dark (1958)
- 悲しみは空の彼方に Imitation of Life (1959)
- ヤング・オーナーズ The Young Land (1959) 劇場未公開
- 抵抗する勇士 A Terrible Beauty (1960) 劇場未公開
- 地獄へ片足 One Foot in Hell (1960)
- 怪人カリガリ博士 The Cabinet of Caligari (1962)
- 未知への飛行 Fail-Safe (1964)
- 0011ナポレオン・ソロ The Man from U.N.C.L.E. (1965 - 1968) テレビドラマ、ゲスト出演
- 0011ナポレオン・ソロ / 地球を盗む男 How to Steal the World (1968)
- 100挺のライフル 100 Rifles (1968)
- ワーテルロー Waterloo (1970)
- 殺しのカルテ The Carey Treatment (1972)
- 夕映え The Tamarind Seed (1974)
- 衝撃の告発! / QBセブン QB VII (1974) テレビ映画
- マッカーサー MacArthur (1977)
- ハロウィンIII Halloween III: Season of the Witch (1982)
- マイコン大作戦 Whiz Kids (1984) テレビドラマ、ゲスト出演
- スター・ファイター The Last Starfighter (1984)
- ロボコップ RoboCop (1987)
- ザ・デッド/「ダブリン市民」より The Dead (1987) 1988年度キネマ旬報ベストテン第7位
- ロボコップ2 RoboCop 2 (1990)
- ツイン・ピークス Twin Peaks (1990 - 1991) テレビドラマ
- 未知の海へ ダーク・ウォーター The Pirates of Dark Water (1991) テレビアニメ、声の出演
- 完全犯罪 Love, Cheat & Steal (1993)
- ラット・パック / シナトラとJFK　The Rat Pack (1998)